# Avnet
Avnet est une entreprise américaine de distribution de matériel électronique. Son siège social est situé à Phoenix en Arizona. 

## Histoire
Avnet est fondée en 1921.
En juillet 2016, Avnet annonce une offre d'acquisition de 691 millions de livres sur Premier Farnell (en), pour surenchérir sur une offre de  Daetwyler Holding de 615 millions de livres.
En septembre 2016, Avnet annonce la vente d'une partie de ses activités à Tech Data pour 2,6 milliards de dollars.
Le 3 avril 2017, Avnet change son logo. Il passe d'un fond rouge à un fond vert.